# Burgoa anomala
Burgoa anomala är en svampart som först beskrevs av H.H. Hotson, och fick sitt nu gällande namn av Goid. 1937. Burgoa anomala ingår i släktet Burgoa och familjen Hydnaceae.   Inga underarter finns listade i Catalogue of Life.